# Tetragonolobus purpureus
Tetragonolobus purpureus é uma espécie de planta com flor pertencente à família Fabaceae. 
A autoridade científica da espécie é Moench, tendo sido publicada em Methodus Plantas Horti Botanici et Agri Marburgensis : a staminum situ describendi 164. 1794.

## Portugal
Trata-se de uma espécie presente no território português, nomeadamente em Portugal Continental.
Em termos de naturalidade é possivelmente introduzida na região atrás indicada.

## Protecção
Não se encontra protegida por legislação portuguesa ou da Comunidade Europeia.